# Tricholomataceae
Tricholomataceae is een botanische naam van een familie van schimmels. Volgens de Index Fungorum [7 maart 2009] bestaat de familie uit 127 geslachten.

## Geslachten
De familie bestaat uit de volgende geslachten:
- Albomagister
- Clitocybe (?)
- Corneriella
- Dennisiomyces
- Dermoloma
- Leucopaxillus
- Melanoleuca
- Porpoloma
- Pseudobaeospora
- Pseudoporpoloma
- Pseudotricholoma
- Tricholoma
- Tricholomopsis

## Soorten
De volgende soorten worden op de Nederlandstalige Wikipedia behandeld (gesorteerd op wetenschappelijke naam): 
| Nederlandse naam            | Wetenschappelijke naam   |
| --------------------------- | ------------------------ |
| grijze vorkplaat            | Cantharellula umbonata   |
| bleke veldtrechterzwam      | Clitocybe agrestis       |
| knotsvoettrechterzwam       | Clitocybe clavipes       |
| nevelzwam                   | Clitocybe nebularis      |
| groene anijstrechterzwam    | Clitocybe odora          |
| giftige weidetrechterzwam   | Clitocybe rivulosa       |
| grote trechterzwam          | Infundibulicybe geotropa |
| paarse schijnridderzwam     | Lepista nuda             |
| paarssteelschijnridderzwam  | Lepista personata        |
| vaalpaarse schijnridderzwam | Lepista sordida          |
| zwartwitte veldridderzwam   | Melanoleuca polioleuca   |
| levermostrechtertje         | Omphalina marchantiae    |
| scherpe schelpzwam          | Panellus stipticus       |
| roodbruine schijnridderzwam | Paralepista flaccida     |
| witbruine ridderzwam        | Tricholoma albobrunneum  |
| zeepzwam                    | Tricholoma saponaceum    |
| zilvergrijze ridderzwam     | Tricholoma scalpturatum  |
| narcisridderzwam            | Tricholoma sulphureum    |
| muisgrijze ridderzwam       | Tricholoma terreum       |
| koningsmantel               | Tricholomopsis rutilans  |